# Byrrhus gracilicornis
Byrrhus gracilicornis là một loài bọ cánh cứng trong họ Byrrhidae. Loài này được Pic miêu tả khoa học năm 1922.